# Гаццелони, Северино
Севери́но Гаццелло́ни (итал. Severino Gazzelloni; 5 января 1919, Роккасекка, Лацио — 21 ноября 1992 или 22 ноября 1992, Кассино, Лацио) — итальянский флейтист.

## Биография и творчество
Сын музыканта. Учился в консерватории римской Академии Святой Цецилии. Более 30 лет играл в оркестре Итальянского радио и телевидения. В 1967 образовал трио с пианистом Гвидо Агости и виолончелистом Энрико Майнарди. Также выступал и записывал диски с Сальваторе Аккардо, Хайнцем Холлигером, оркестром I Musici.

## Репертуар
Исполнял музыку композиторов барокко (Вивальди, Бах, Гендель, Моцарт, Алессандро Скарлатти, Боккерини, Меркаданте, Тартини), Бетховена, а также современных композиторов (Стравинский, Рене Лейбовиц, Анри Пуссёр, Пьер Булез, Бруно Мадерна, Бернд Алоис Циммерман, Луиджи Ноно, Лучано Берио, Валентин Сильвестров, Кадзуо Фукусима и др.), многие из которых посвящали ему свои сочинения.

## Педагогическая деятельность
Преподавал в Академии Святой Цецилии и в Академии Киджи в Сиене. Среди учеников Гаццеллони — Роберт Эйткен, Кэрол Винценц, американский джазовый музыкант Эрик Дольфи и др.

## Признание
В родном городе проводят музыкальный фестиваль имени Гаццеллони.